# 泉大津市立楠小学校
泉大津市立楠小学校（いずみおおつしりつ くすのきしょうがっこう）は、大阪府泉大津市我孫子にある公立小学校。

## 沿革
- 1980年（昭和55年）4月1日 - 開校。
- 1980年（昭和55年）6月8日 - 開校記念式典を挙行する。同日を創立記念日とする。

## 通学区域
- 穴田（府道富田林泉大津線南側)、我孫子2丁目、我孫子（府道富田林泉大津線南側)、板原町1丁目～5丁目 (3丁目2番、3番除く）、板原、宇多、楠町西、楠町東、豊中（府道富田林泉大津線南側)、宮、虫取町1丁目5番、6番、18番、19番、 2丁目5番～7番[1]

※卒業後は基本的に泉大津市立誠風中学校に進学する。